# Trochalus rufofulvus
Trochalus rufofulvus är en skalbaggsart som beskrevs av Moser 1916. Trochalus rufofulvus ingår i släktet Trochalus och familjen Melolonthidae. Inga underarter finns listade i Catalogue of Life.